# Contarinia saussureaflora
Contarinia saussureaflora är en tvåvingeart som beskrevs av Fedotova 1996. Contarinia saussureaflora ingår i släktet Contarinia och familjen gallmyggor.
Artens utbredningsområde är Kazakstan. Inga underarter finns listade i Catalogue of Life.